# Praestigia
Praestigia Millidge, 1954 è un genere di ragni appartenente alla famiglia Linyphiidae.

## Distribuzione
Le otto specie oggi attribuite a questo genere sono state rinvenute nell'Olartico.

## Tassonomia
Questo genere è stato rimosso dalla sinonimia con Baryphyma Simon, 1884, da uno studio degli aracnologi Marusik, Gnelitsa & Koponen del 2008, contra un lavoro di Millidge del 1977.
A giugno 2012, si compone di otto specie:
- Praestigia duffeyi Millidge, 1954[3][4] — Europa
- Praestigia eskovi Marusik, Gnelitsa & Koponen, 2008 — Russia
- Praestigia groenlandica Holm, 1967[4] — Canada, Groenlandia
- Praestigia kulczynskii Eskov, 1979 — Russia, Giappone, Canada
- Praestigia makarovae Marusik, Gnelitsa & Koponen, 2008 — Russia
- Praestigia pini (Holm, 1950)[4] — Svezia, Finlandia, Russia, Mongolia
- Praestigia sibirica Marusik, Gnelitsa & Koponen, 2008 — Russia, Alaska
- Praestigia uralensis Marusik, Gnelitsa & Koponen, 2008 — Russia